# Gare de Soroksári út
La gare de Soroksári út (en hongrois : Soroksári úti vasútállomás) est une gare ferroviaire secondaire de Budapest. 